# Ibn Tufayl
|  | Aquest article tracta sobre l'erudit andalusí. Vegeu-ne altres significats a «Fundació Ibn Tufayl d'Estudis Àrabs». |

Abu-Bakr Muhàmmad ibn Abd-al-Màlik ibn Muhàmmad ibn Muhàmmad ibn Tufayl al-Qaysí al-Andalussí al-Qurtubí al-Ixbilí (àrab: أبو بكر محمد بن عبد الملك بن محمد بن طفيل القيسي الأندلسي, Abū Bakr Muḥammad b. ʿAbd al-Mālik b. Muḥammad b. Ṭufayl al-Qaysī al-Andalusī), més conegut simplement com a Ibn Tufayl (Wadi Aix, actual Guadix, c. 1110 - Marràqueix, 1185), fou un filòsof, metge, matemàtic i poeta musulmà de l'Àndalus. Se'l coneix també pel nom llatinitzat d'Abubacer Ben Tofail o Abentofail.
Fou educat per Ibn Bajja (Avempace). Va exercir com a kàtib (secretari) del governant de Granada, i més endavant com a visir i físic d'Abu-Yaqub Yússuf, el governant almohade de l'Àndalus. Va participar en la vida cultural, política i religiosa de la cort dels almohades a Granada. En retirar-se, el 1182, va recomanar Averrois com a successor seu.

## El filòsof autodidacte(Hayy ibn Yaqzan)
La seva obra escrita més coneguda fou El filòsof autodidacte (àrab: حي بن يقظان, Ḥayy ibn Yaqẓān), un relat filosòfic sobre un nen, Hayy, que neix i creix sol en una illa, sense contacte amb altres éssers humans. El nen aconsegueix, mitjançant la seva raó, passar del coneixement empíric al científic, i d'aquest ascendir al coneixement místic, aconseguint descobrir així la Veritat. Més endavant, Hayy entra en contacte amb la civilització i la religió quan coneix Absal, que va a l'illa per dedicar-se també a la contemplació, guiat per les ensenyances de la seva religió (que simbolitza l'islam). Ambdós místics intenten predicar a l'illa d'origen d'Absal, però el governador Salaman i el seu poble s'aferren a una religió externa i superficial que els impedeix entendre la rica vida interior i els alts ideals d'Absal i Hayy.
L'obra estava estretament lligada a una obra prèvia escrita pel seu mestre, Avempace, que havia escrit El règim del solitari, on es bastia un sistema filosòfic a partir de la filosofia d'al-Farabí. Ibn Tufayl fa un intent semblant, però es basa més en el treball d'Avicena, de qui pren en particular el nom de la història i els personatges.
Hayy bin Yaqzan adquirí gran notorietat per la seva forma, i se'n feren diverses traduccions: de conegudes, es té constància de dues a l'egipci, dues d'alemanyes, de Pritins y Eïchhorn, tres angleses, de Simon Ockley, de Ashwell i de George Keith, una hebrea, de Moisès de Narbona, una holandesa, una francesa de León Gauthier, una espanyola, de Francisco Pons y Boigues, i una al llatí, de Pococke (1671), qui va canviar el seu títol per Philosophus autodidactus (El filòsof autodidacte). Aquest canvi de nom responia al fet que el protagonista, Hayy, a diferència de l'Andreni, del Criticón, obra amb què guarda algunes semblances, no té mestres, sinó que s'educa a ell mateix.
L'obra va adquirir una gran importància per la seva influència literària. A part d'El Criticón (1657), de Baltasar Gracián, també guarda similituds amb Robinson Crusoe (1719), de Daniel Defoe, i amb Émile (1762), de Rousseau. Així mateix, la història de Mowgli en el Llibre de la selva, escrit per Rudyard Kipling el 1894, recorda alguns aspectes de l'obra.

## Doctrina filosòfica
L'obra del filòsof autodidacte és tan important perquè reflecteix un element característic de la filosofia medieval: la reconciliació de la filosofia amb la revelació religiosa, la contraposició entre fe i raó.
Ibn Tufayl, a partir de la figura de Hayy i Absal, intenta explicar que el que s'assoleix per la via de la raó no contradiu de cap manera el que l'ensenyament religiós ha donat a conèixer. Amb això, intenta demostrar que la veritat religiosa i la veritat intel·lectual és la mateixa.
Aquesta lectura té una doble vessant: en primer lloc, l'ús de la figura de l'autodidacte s'ha d'entendre com una crítica a les formes i a les justificacions d'autoritat; l'important es troba en l'ànima de l'individu, i no sorgeix a partir de les relacions de jerarquia. D'altra banda, Ibn Tufayl justifica el fet que hi haurà persones que mai podran arribar al coneixement pel raonament i la reflexió individual, de manera que el que és necessari és que se'ls imposi l'Alcorà, ja que si no és capaç de fer ús de la seva raó, és un perill, ja que no sap com actuar davant de les circumstàncies. Aquesta impossibilitat pot ser tant per falta de capacitat, com pel que explicita al final de l'obra: la veritable vida intel·lectual o religiosa (que ve a ser la mateixa) no es pot donar en una societat que practica una religió reduïda a ritus formals i al compliment extern i hipòcrita de les lleis religioses. No obstant això, les imatges i els déus materials són distraccions de la veritat i haurien de ser abandonats per aquells a qui la seva raó els permet descobrir-ho.